# Defended Desire
『Defended Desire』（ディフェンデッド・ディザイア）は、Aldiousの1枚目のシングルである。

## 概要
HMVでのみ、先行発売。特典として、「Defended Desire」の楽譜（ヴォーカルとギターのタブ譜）を封入。CDショップによって、オリジナル特典も用意された（HMVによる、"メンバー全員の直筆サイン入り生写真"など）。原盤は完売となっており、音源はiTunes Storeより購入が可能である。
『YOUNG GUITAR』の連動企画として、『「Defended Desire」ギター・コンテスト』を開催。「Defended Desire」をコピー、アレンジをした応募者の中からYoshiとトキが優秀者を選定し、選ばれた3名は、実際にメンバーの前で演奏した。

## 収録内容
1. Defended Desire
歌詞は、闘病生活を送っていたRamiの同級生に向けて書かれたものである。公演中、Ramiは同級生を前に泣きながら歌ったという[2]。
2. 灰の雪
3. Ultimate Melodious
以前の音源が、コンピレーション・アルバム『THE RED HOT BURNING HELL VOL.16』に収録されている。
4. Defended Desire (Instrumental)

作詞: Rami (#1,2,3)
作曲: Yoshi (#All)
編曲: Aldious (#All)